# Communauté de communes du Savinois Serre-Ponçon
Die Communauté de communes du Savinois Serre-Ponçon war ein französischer Gemeindeverband mit der Rechtsform einer Communauté de communes im Département Hautes-Alpes in der Region Provence-Alpes-Côte d’Azur. Sie wurde am 31. Dezember 1996 gegründet und umfasste sieben Gemeinden. Der Verwaltungssitz befand sich im Ort Savines-le-Lac. Der Name des Gemeindeverbandes bezieht sich auf diesen Ort sowie den Stausee Lac de Serre-Ponçon.

## Historische Entwicklung
Der Gemeindeverband hat seinen Ursprung im 1968 gegründeten SIVOM, dem sechs der zuletzt sieben Mitgliedsgemeinden angehörten. 1996 trat die Gemeinde Prunières dem SIVOM bei; am Ende des Jahres wurde dieser aufgelöst und somit die spätere Communauté de communes gebildet.
Am 1. Januar 2017 wurde der Gemeindeverband mit der Communauté de communes de l’Embrunais sowie den Gemeinden Chorges (aus der Communauté de communes de la Vallée de l’Avance) und Pontis (aus der Communauté de communes Vallée de l’Ubaye) zur neuen Communauté de communes Serre-Ponçon zusammengeschlossen.

## Ehemalige Mitgliedsgemeinden
1. Prunières
2. Puy-Saint-Eusèbe
3. Puy-Sanières
4. Réallon
5. Saint-Apollinaire
6. Le Sauze-du-Lac
7. Savines-le-Lac